# جولیانو تاکولا
جولیانو تاکولا (انگلیسی: Giuliano Taccola; ۲۸ ژوئن ۱۹۴۴ – ۱۶ مارس ۱۹۶۹) بازیکن فوتبال اهل ایتالیا بود.
از باشگاه‌هایی که در آن بازی کرده‌است می‌توان به باشگاه فوتبال آلساندریا، باشگاه فوتبال ویرتوس انتلا، باشگاه فوتبال آ.اس. رم، باشگاه فوتبال جنوآ، و باشگاه فوتبال وارزه اشاره کرد.

## مرگ در ۲۴ سالگی
تاکولا در ۱۶ مارس ۱۹۶۹ در سن ۲۴ سالگی  در حالیکه  رم  در زمین  کالیاری به دیدار این تیم رفته بود در پایان بازی ، داخل رختکن دچار حمله قلبی شده و در آمبولانس  جان خود را از دست داد